# 展羽假瘤蕨
为水龙骨科修蕨属下的一个种。